# Hedysarum jaxarticum
Hedysarum jaxarticum är en ärtväxtart som beskrevs av Mikhail Grigoríevič Popov. Hedysarum jaxarticum ingår i släktet buskväpplingar, och familjen ärtväxter. Inga underarter finns listade i Catalogue of Life.